# 黃俊 (弘治進士)
黄俊（1455年—？），字汝贤，號慎斋，直隶常州府武进县人，民籍，明朝政治人物。

## 生平
弘治八年（1495年）乙卯科應天府鄉試第一百十八名舉人。弘治十二年（1499年）中式己未科會試第七十八名，三甲第三十四名進士。授刑部主事，累官刑部郎中，因违忤宦官，出守严州、漢阳，为官清介，多有政绩，升山东转运使，正德十五年（1520年）六月考察。

## 家族
曾祖曾祖黄至善，贈兵部主事；祖黄肃；父黄孟瓛，號留耕，官太常寺典簿。母杨氏。严侍下。弟傑、俭、仁。孫黄憲卿，嘉靖二十九年進士，官江西副使。